# Mormota
A mormota (Marmota) az emlősök (Mammalia) osztályának a rágcsálók (Rodentia) rendjébe, ezen belül a mókusfélék (Sciuridae) családjába tartozó nem. Ezek a legnagyobb mókusfélék. Tizennégy fajuk közül kettő él Európában: a havasi mormota (Marmota marmota) és a bobak (Marmota bobak). A két faj külleme és életmódja nagyon hasonló (a bobak bundája kevésbé tarka, farka valamivel rövidebb), de nem lehet összetéveszteni őket, mivel elterjedési területeik nem fedik át egymást.

## Előfordulása
A havasi mormota általában a fahatár fölött az Alpokban, a Kárpátokban és a Pireneusokban (betelepített fajként) él a havasi legelőkön (1300–3000 m között). A bobak a kelet-európai-síkság déli sztyeppéin él.
A mormoták őse egy, a korai pliocénben – úgy ötmillió évvel ezelőtt – Észak-Amerikában kifejlődött nagy mókusféle volt. Több mormotafaj, így az erdei mormota ma is Észak-Amerika lakója. A késő pliocénben, úgy két millió éve vándoroltak az első példányok a Bering-földhídon Észak-Ázsiába, és onnan terjedtek tovább nyugatnak. A nem legtöbb faja ma is Ázsia területén él, egyes fajok elszigetelten egyes ázsiai hegységekben. Európában a jégkorszakban jelentek meg, amit számos barlangi lelet igazol. Európa nyugati részét mindössze egyetlen fajuk, a  havasi mormota érte el. A melegebb időszakokban élőhelyük mindig összezsugorodott, mert afféle sztyeppi állatok lévén nem tudtak alkalmazkodni az erdei körülményekhez. A jégkorszak vége után Közép- és Nyugat-Európában nem maradt más helyük, mint a hegyek „sztyeppéi”.
A történelmi Magyarország több hegyvidékén is elterjedt, ám a Szörényi-havasok és a Magas-Tátra kivételével mindenünnen kipusztították. A havasi mormota tátrai alfaját, a Marmota marmota latirostiust ugyancsak erősen megritkították; a déli oldalról gyakorlatilag kipusztult, ide az északi oldalon befogott példányokból telepítették vissza.

## Életmódja
A mormota nappal keresi táplálékát: különféle növényi anyagokat. Telepekben él, kiterjedt kotorékokat ás, ezek bejárata általában délnek néz. Időnként jellegzetes ülő testtartásba egyenesedik fel, és ha ragadozót lát, hangos füttyel figyelmezteti társait, akik veszély esetén gyorsan visszahúzódnak a járatokba. A mormoták füttyjelei nem egyszerűen a veszélyt jelzik, hanem annak fajtáját és mértékét is.
Az 1980-as években végzett rendszeres megfigyelések bizonyították, hogy a mormota család több tagja állandóan szolgálatban van, evés és pihenés közben is. A legelésző mormota 5–10 másodpercenként egyenesedik ki, hogy körbepillantson.
Téli álmot alszik; előtte befalazzák a kotorék bejáratát, ahová a víz azért befolyik, és alaposan átáztatja, összekoszolja az alvó és közben lesoványodó mormotákat. Hat–hét hónapos álmukból nagyjából áprilisban ébrednek fel; akkor már általában van annyi zöld növény, amennyiből jóllakhatnak.
Tavasszal szaporodnak; a nőstény 2–4 kölyköt fial.

## Rendszertani felosztása

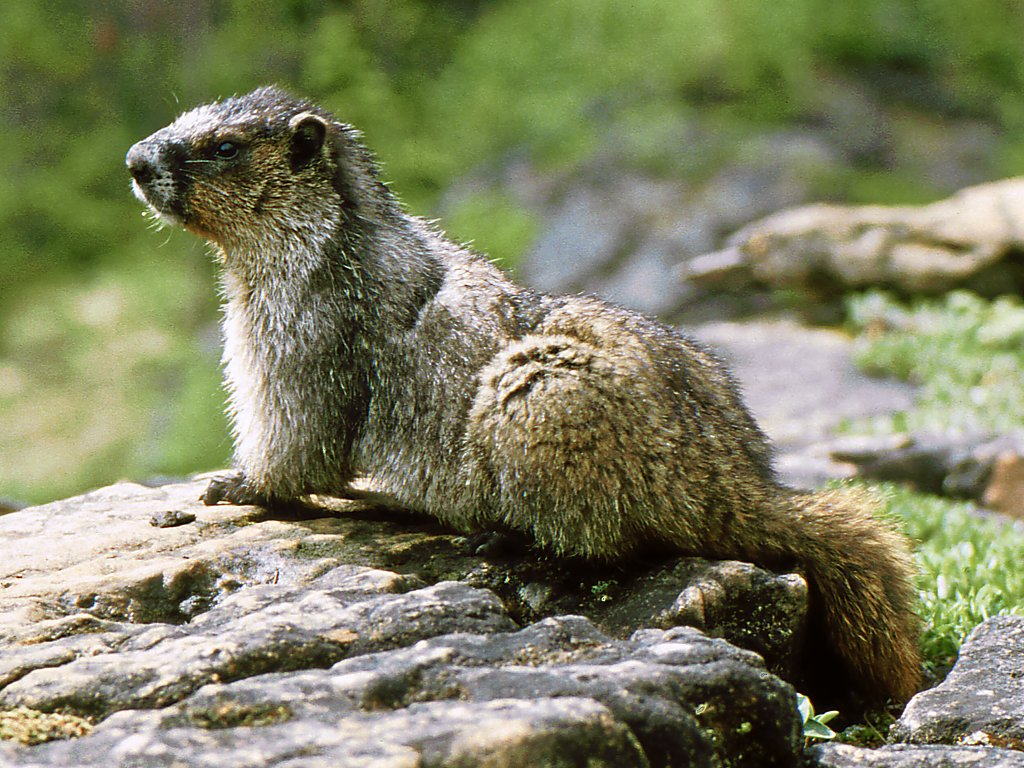
Ezüstös mormota (Marmota caligata)

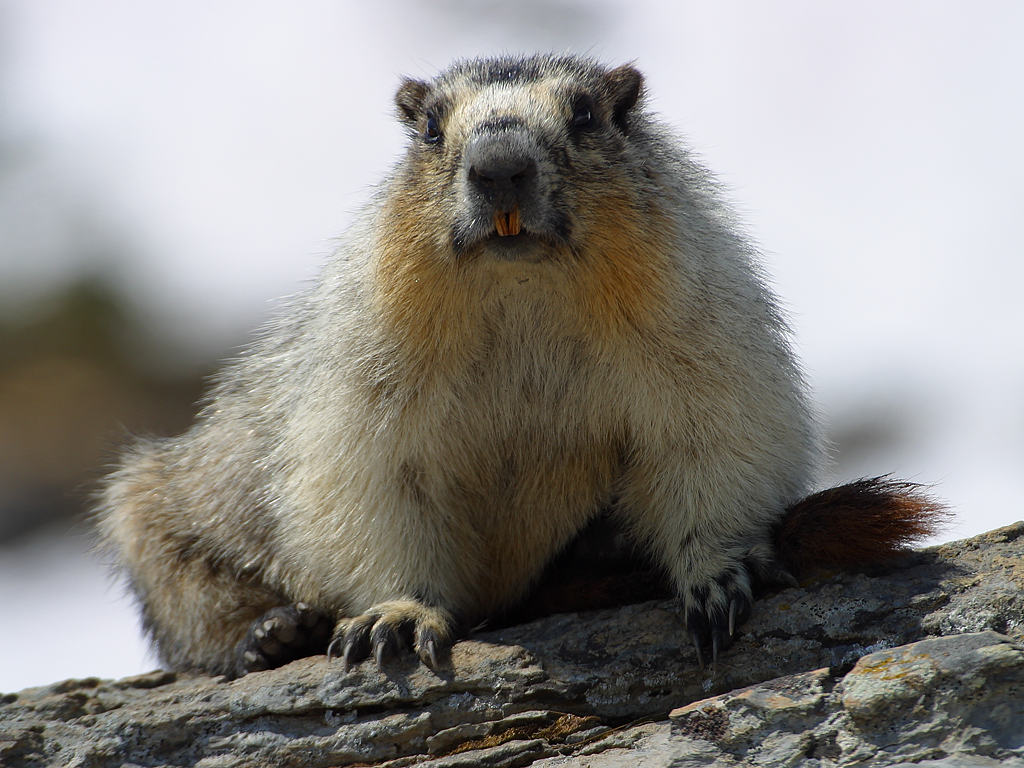
Sárgahasú mormota (Marmota flaviventris)

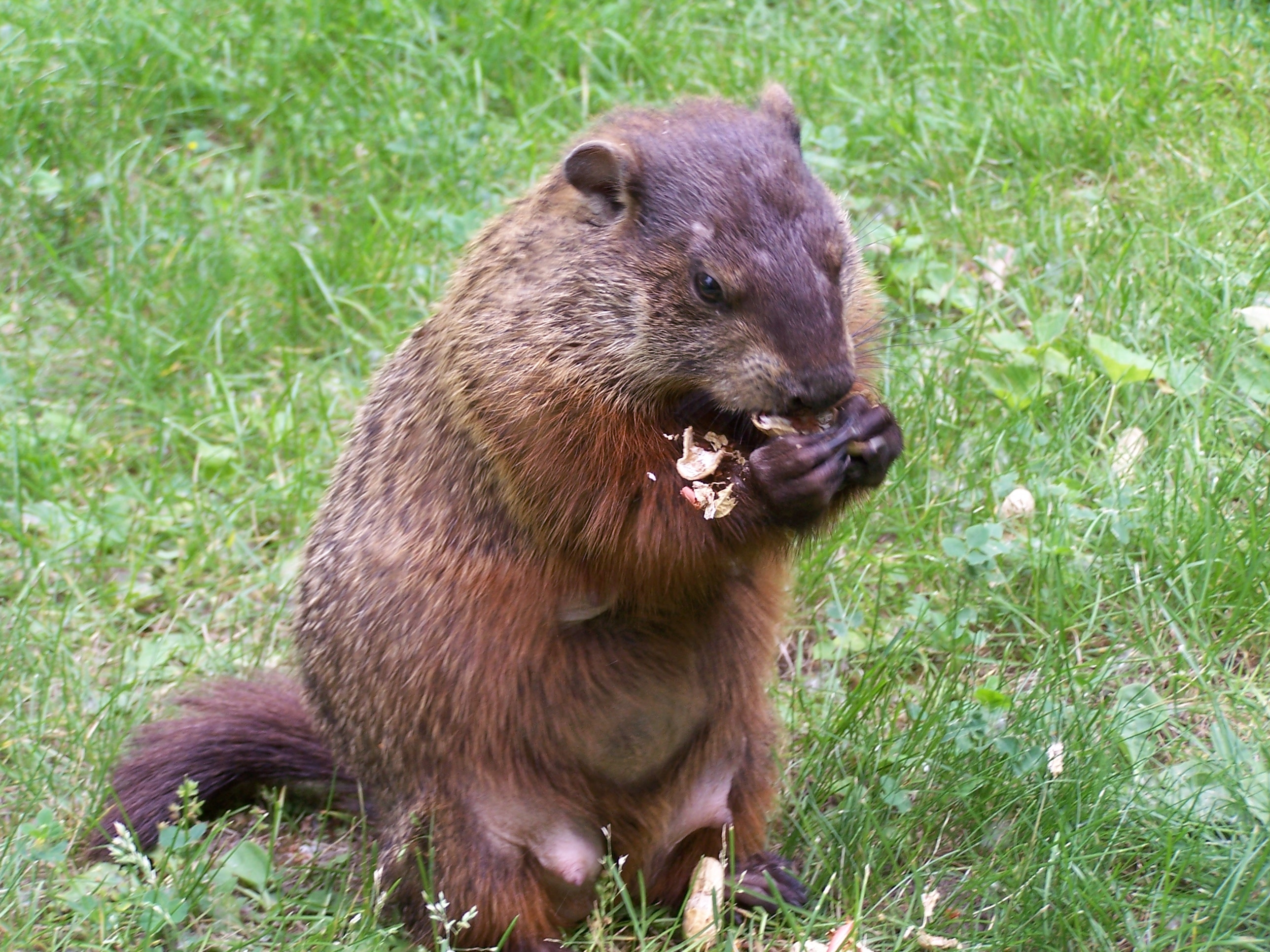
Erdei mormota (Marmota monax)

A ma élő  14 mormotafajt két alnembe soroljuk:
- Marmota Blumenbach, 1779 alnem, 10 faj
  - altáj mormota (Marmota baibacina) Kastschenko, 1899 – nem fenyegetett.
  - bobak vagy pusztai mormota (Marmota bobak) Statius Müller, 1776 – Mérsékelten veszélyeztetett, védelemfüggő.
  - alaszkai mormota (Marmota broweri) Hall & Gilmore, 1934 – nem fenyegetett.
  - kamcsatkai mormota (Marmota camtschatica) Pallas, 1811 – nem fenyegetett.
  - hosszúfarkú mormota (Marmota caudata) Geoffroy, 1844 – Mérsékelten veszélyeztetett.
  - himalájai mormota (Marmota himalayana) Hodgson, 1841 – nem fenyegetett.
  - havasi mormota (Marmota marmota) Linnaeus, 1758 – nem fenyegetett.
  - Menzbier-mormota (Marmota menzbieri) Kashkarov, 1925 – Veszélyeztetett, sebezhető
  - erdei mormota (Marmota monax) Linnaeus, 1758 – nem fenyegetett.
  - tarbagán vagy szibériai mormota (Marmota sibirica) Radde, 1862 – nem fenyegetett.
- Petromarmota Steppan et al., 1999 alnem, 4 faj
  - ezüstös mormota (Marmota caligata) Eschscholtz, 1829 – nem fenyegetett.
  - sárgahasú mormota (Marmota flaviventris) Audubon & Bachman, 1841 – nem fenyegetett.
  - olympic-hegységi mormota (Marmota olympus) Merriam, 1898 – nem fenyegetett.
  - vancouveri mormota (Marmota vancouverensis) Swarth, 1911 – Végveszélyben.

## Felhasználása
A régi magyar konyhában a mormotát vadnak tekintették, és számos ízletes fogást készítettek belőle, különösen Erdélyben. Állományainak szélsőséges megritkításával a mormotahús kiment a divatból.
Bundájuk az ún. félnemes szőrmék közé tartozik, de tartósabb a nemes prémeknél. Hőtartó, kopásálló, mindenféle szőrmeipari termék készítésére alkalmas.